# Septoria cucurbitarum
Septoria cucurbitarum är en svampart som beskrevs av Berk. & M.A. Curtis . Septoria cucurbitarum ingår i släktet Septoria och familjen Mycosphaerellaceae.   Inga underarter finns listade i Catalogue of Life.